# Бєлов Петро Олексійович
 Бєлов Петро Олексійович (17 жовтня 1929 — 30 січня 1988) — російський радянський художник театру, станковіст, пейзажист. Заслужений художник СРСФР (1978).

## Біографія
Навчався в Москві, в середній художній школі в період 1944—1949 рр. 1949 року влаштувався на навчання в Школу-студію ім. В. Немировича-Данченко при МХАТ СРСР. В період 1950—1958 рр. навчався в театральній майстерні Московського державного художнього інституту ім В. Сурикова.
Отримав дозвіл на працю за кордоном і працював Головним художником театра радянських військ в Румунії в період 1957—1967 рр. Повернувся у Москву і працював Головним художником Обласного театра юного глядача до 1974 року.
1974 року був прийнятий у Спілку художників СРСР.
До кінця життя працював Головним художником Центрального академічного театру Радянської Армії в Москві. За період роботи театральним художником взяв участь в створенні більш ніж ста п'ятидесяти вистав у різних радянських театрах.
Серед театральних режисерів працював з такими відомими як Михайло Левитин, Петро Монастирський, Олег Єфремов.
Мав власну майстерню на вулиці Солянка. В творчому доробку Петра Бєлова (окрім картин та театральних декорацій) велика кількість начерків, блокнотів, альбомів, повних його замальовок і штудій. Частка його макетів і ескізів декорацій передана для збереження у Театральний музей імені Бахрушина.

## Сценографія для вистав
Мінливе мистецтво театральної декорації має той недолік, що після закінчення вистав, передається у запасники. Лише там є можливість ненадовго відновити пам'ять про відпрацьовані давно вистави і враження від декорацій. Петро Бєлов працював насичено і результативно. А порівняння з іншими сценографами виявляє як пристрасть до певних образів, знакових феноменів культури, серед котрих як запалена свічка, Вишгородська ікона Божої Матері, колоди дерев'яної ізби, Христос Пантократор, Церква Покрова на Нерлі, так і виправданість включення у декорацію руїн, побутових речей типу старих фото, офіційних посвічень радянської особи, гіпсових скульптур та їх фрагментів, шпальта газет, стара шкільна парта радянської школи тощо. Як театральний художник він мав розвинену метафоричну свідомість, котру згодом переніс і у антисталінську серію.
- «Чудотворна» за повістю В.Тендрякова[1]
- «Біг» за твором М. Булгакова
- «Портрет» за повістю М. Гоголя
- «Вовки та вівці» за твором О. Островського
- «Старий будинок» за твором А. Казанцева
- «Заколот імператриці» за твором О. Тостого
- "Солдатська вдова " за твором Н. Анкілова
- «Цар Едип» за твором Софокла
- «Ромео та Джульєтта» за твором В. Шекспіра
- «Фантазії Фарятьєва» за твором А. Соколова
- «Усвятські шлемоносці» за твором Є. Носова
- «Разлом» за твором Б. Лавреньова
- «Дачники» за твором М. Горького[1]
- «Щастя моє» за твором А. Червінського[1]

## Антисталінська серія
Серія картин, що пізніше була названа «Антисталінською», народилася в уяві художника наприкінці його життя. Він навмисно обрав невеликий формат (лише одна перевищує розмір більший за один метр), що надавало можливість спритно сховати небезпечні тоді картини. Автор і показував їх лише людям, котрим довіряв та ховав їх до кращих часів. Згодом їх невеликий формат отримав ще одну перевагу — їх було легко транспортувати, аби показати оригінали якамога більшій глядацькій аудиторії в різних містах СРСР.
Велетенська фігура бога, імператора або фараона — давній засіб звеличення була вже в мистецтві Стародавнього Єгипту чи Риму. Цим засобом скористався і Петро Бєлов, але вже в якості не звеличення, а показу монструозності особи. На декількох картинах присутні лише фрагментовані частини особи в чоботях, але її чудово розпізнавали радянські глядачі на виставках П. О. Бєлова у різних містах СРСР. Митець снайперські влучив у болючі проблеми того часу, коли для людей ще дуже дозовано цунзурою і контрольовано владою відкривали найболючіші, найсташніші сторінки їх нещодавнього минулого. СРСР тоді силомиць породнили з радянською тюрмою і її страшні реалії для багатьох безвинних присутні в картинах серії («Мейєрхольд». 1986.). Відгуки про враження від картин Петра Белова свідчать, що глядачі зрозуміли і метафоричну мову творів, і ідеї майстра. Про своєчасність появи картин антисталінської серії свідчать передруки їх у періодичних виданнях, картинами серії П. Бєлова ілюстрували наукові труди з історії СРСР. Адже насилля, ненависть і презирство до людей було головним двигуном радянської історії.
Головні персони картин серії — представники радянської інтелігенції (поет Борис Пастернак, письменник Михайло Булгаков, актор і театральний режисер Мейєрхольд). Але й не забуті й прості люди, саме їх заганяє у смерть веретенська рука монстра в картинах «Біломорканал», 1985, "41-й рік. 1987.
Пройшло зовсім небагато часу з часів створення картин. Але людям бандитського періоду капіталізму вже потрібно пояснювати, що були творці, котрі працювали не за гранти, не на гроші приватних меценатів і не за замовою від держави. Серед них і художник Петро Олексійович Бєлов.
- «Біломорканал», 1985. Картон, гуаш. 32 х 42
- «Проталина. Михайло Булгаков», 1986. Картон, гуаш. 50 х 78
- «Мейєрхольд». 1986. Картон, гуаш. 51 х 38
- «Комендант особливої ложі». 1986. Картон, гуаш. 48 х 34
- «Пастернак». 1987. Картон, гуашь. 84 х 48
- «41-й рік. 1987. Холст, гуаш. 40 х 110»
- «Кульбаби». 1987. Картон, гуаш. 54 х 84
- «Пісочний годинник». 1987. Картон, гуашь. 45 х 47
- «Сутінки. Портрет брата». 1987. Картон, гуаш. 56х38